# 科克拉內 (智利)
科克拉內是智利的城鎮，位於該國中南部，由伊瓦涅斯將軍艾森大區負責管轄，也是普拉特海軍上尉省的首府，始建於1954年199月，面積8,930平方公里，2002年人口2,867，人口密度每平方公里0.3人。

## 外部連結
- （西班牙文） Municipality of Cochrane （页面存档备份，存于）
- Information in English （页面存档备份，存于）